# Friedrich Döpp
Friedrich Armin Döpp (* 20. Oktober 1936 in Gevelsberg) war ein deutscher Bürgermeister. Er war von 1984 bis 1989 ehrenamtlicher Bürgermeister der nordrhein-westfälischen Stadt Ennepetal.

## Leben
Friedrich Döpp absolvierte eine Kaufmannslehre bei der Altenvoerder Firma Carl Daniel Peddinghaus und arbeitete danach bei der Deutschen Bank in Wuppertal und einer Importfirma in Hamburg, für die er unter anderem drei Jahre in Barcelona als Direktionsassistent arbeitete. Zurück in Ennepetal trat er 1960 in das Altenvoerder Schmiedeunternehmen Ischebeck ein. Von 1967 bis 2015 war er dort Geschäftsführer.
Von 1990 bis 2010 engagierte er sich als Handelsrichter am Landgericht Hagen. Bei der Südwestfälischen Industrie- und Handelskammer zu Hagen (SIHK) war er seit 1991 Mitglied der Vollversammlung und Mitglied des Industrie- und Steuerausschusses sowie Mitglied im Prüfungsausschuss für Industriekaufleute.
Sein Bruder Reinhard Döpp ist Professor für Gießereitechnik. Friedrich Döpp hat zwei Töchter.

## Politik
Ab 1970 gehörte er dem Stadtrat der Stadt Ennepetal an, ab 1982 war er unter Bürgermeister Harald Wolf stellvertretender Bürgermeister von Ennepetal. 1984 wurde Friedrich Döpp als Kandidat der CDU zum ehrenamtlichen Bürgermeister von Ennepetal gewählt. Im Amt war er bis 1989. Sein Nachfolger wurde August Born von der Wählergruppe Ennepetaler Wählergemeinschaft (EWG). Nach Friedrich Döpps Ausscheiden als Bürgermeister wurde ihm die Auszeichnung Ehrenbürgermeister verliehen, als zweitem nach Walter Sondermann.

## Auszeichnungen
- Ehrenbürgermeister der Stadt Ennepetal
- Bundesverdienstkreuz
- 2007: Große Friedrich-Harkort-Medaille der Südwestfälischen Industrie- und Handelskammer zu Hagen (SIHK)